# Pseudagrion ampolomitae
Pseudagrion ampolomitae är en trollsländeart som beskrevs av Aguesse 1968. Pseudagrion ampolomitae ingår i släktet Pseudagrion och familjen dammflicksländor. IUCN kategoriserar arten globalt som otillräckligt studerad. Inga underarter finns listade i Catalogue of Life.